# 2007年至2008年芝加哥公牛賽季
2007-08 芝加哥公牛賽季是芝加哥公牛在NBA聯盟的第42個賽季。

## 選秀
芝加哥公牛沒有任何選秀權。